# M=SF

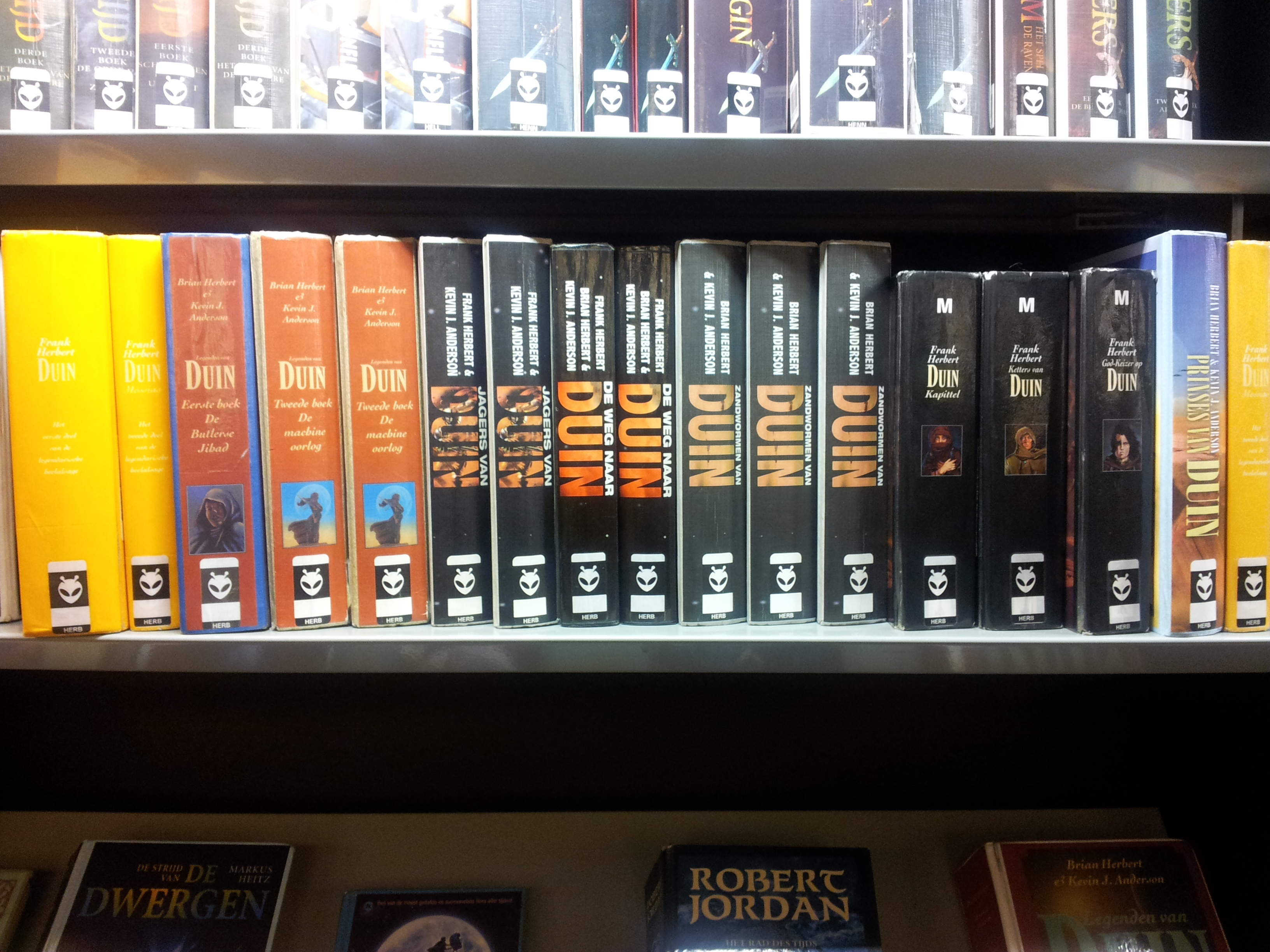
Dune cărți din M=SF

M=SF este o serie de cărți științifico-fantastice publicată de editura neerlandeză Meulenhoff din Amsterdam. Numele este o referire la formula E=mc2 (echivalența masă-energie).
Începând cu anii 1930, un număr mare de titluri de science fiction au apărut în lumea vorbitoare de limba engleză. Din anii 1960, genul științifico-fantastic a devenit popular în Țările de Jos și Belgia și au fost o serie de edituri care au tradus și publicat cele mai importante lucrări în limba engleză într-un timp relativ scurt. Serii SF au fost publicate, printre alții, de Uitgeverij Luitingh, Elsevier, Bruna⁠(d) (colecția Bruna SF⁠(d)), Fontein (Fontein SF), Scala (Scala SF), Het Spectrum (Prisma SF), Born NV Uitgeversmaatschappij⁠(d) (Born SF) și editura Elmar (Elmar SF⁠(d)). 
Sub  titlul M=SF, editura Meulenhoff a început o serie din 1967.
Primele 62 de volume au apărut cu coperta albă: așa-numita „serie albă”. Retipăriri ale acestei ediții și ale altora au apărut cu o copertă color. Cei mai importanți și influenți scriitori publicați în serie sunt Isaac Asimov, Arthur C. Clarke, Philip K. Dick, Philip José Farmer, Harry Harrison, Robert Heinlein Frank Herbert, Ursula Le Guin, Fritz Leiber, Larry Niven, Jack Vance, A. E. van Vogt, Robert Silverberg, Theodore Sturgeon și Kurt Vonnegut.
Lucrări olandeze sunt, de asemenea, incluse în serie, cum ar fi Sam, of de Pluterdag⁠(d) de Paul van Herck⁠(d) și cărți de Wim Gijsen⁠(d) și Peter Schaap⁠(d).
În anii 1980 și 1990, interesul publicului pentru SF a scăzut și majoritatea editurilor au întrerupt seria lor specială SF. Seria de la editura Meulenhoff este încă în desfășurare, în ciuda faptului că frecvența noilor ediții a fost mult redusă, iar în 2013 avea un total de 377 de titluri.

## Selecție de lucrări din seriaM=SF
| Nr.  | Scriitor                         | Titlu (în limba neerlandeză)                     | Titlu original                                    | An        |
| 1967 |                                  |                                                  |                                                   |           |
| 1    | Robert Heinlein                  | Verdwaald tussen sterren                         | Orphans of the Sky                                | 1941      |
| 2    | Isaac Asimov                     | De stalen holen                                  | The Caves of Steel                                | 1954      |
| 3    | Poul Anderson                    | Vlaag van verstand                               | Brainwave (Povara cunoașterii)                    | 1954      |
| 4    | Frederik Pohl și Cyril Kornbluth | Wolfsklauw                                       | Wolfbane (Semnul Lupului)                         | 1957      |
| 5    | Harry Harrison                   | Doodstrijd op Pyrrus                             | Deathworld⁠(d)                                     | 1960      |
| 6    | J.G. Ballard                     | De brandende aarde                               | The Burning World                                 | 1964      |
| 7    | John Brunner                     | Het rijk van de tijd                             | Times without number                              | 1962      |
| 8    | Philip José Farmer               | Binnenste buiten                                 | Inside Outside                                    | 1964      |
| 9    | Thomas M. Disch                  | De uitroeiers                                    | The Genocides                                     | 1965      |
| 10   | Avram Davidson                   | Wachters van het web                             | Masters of the Maze                               | 1965      |
| 1968 |                                  |                                                  |                                                   |           |
| 11   | Brian Aldiss                     | Sterrenhoop                                      | Starswarm                                         | 1964      |
| 12   | Isaac Asimov                     | De blote zon                                     | The Naked Sun                                     | 1957      |
| 13   | Ruurd Groot și Eduard Visser     | Duvels en oranje moeren                          |                                                   | 1968      |
| 14   | Paul van Herck                   | Sam, of de pluterdag                             |                                                   | 1968      |
| 15   | J.G. Ballard                     | De verdronken aarde                              | The Drowned World                                 | 1962      |
| 16   | Jack Vance                       | Een stad vol Chasch                              | City of the Chasch                                | 1966      |
| 17   | A.E. van Vogt                    | De wereld van Nul-A                              | The World of Nul-A                                | 1948      |
| 1969 |                                  |                                                  |                                                   |           |
| 20   | Jack Vance                       | De sterrekoning                                  | The Star King                                     | 1964      |
| 21   | A.E. van Vogt                    | De schakers van Nul-A                            | The Players of Nul-A                              | 1948      |
| 22   | Harry Harrison                   | Doodstrijd op Appsala                            | Deathworld 2                                      | 1964      |
| 23   | Brian Aldiss                     | Aarde-werk                                       | Earthworks                                        | 1965      |
| 24   | J.G. Ballard                     | De kristallen aarde                              | The Crystal World                                 | 1966      |
| 25   | Jack Vance                       | Onder de Wankh                                   | Servants of the Wankh⁠(d)                          | 1969      |
| 1970 |                                  |                                                  |                                                   |           |
| 28   | Theodore Sturgeon                | Venus Plus X                                     | Venus Plus X                                      | 1960      |
| 29   | Ernest Hill                      | Jammer van de aarde                              | Pity About Earth                                  | 1968      |
| 30   | Philip José Farmer               | Vreemde verwanten                                | Strange Relations                                 | 1960      |
| 32   | Jack Vance                       | De moordmachine                                  | The Killing Machine                               | 1964      |
| 34   | R.A. Lafferty                    | De avonturen van kapitein Roodstorm              | Space Chantey                                     | 1968      |
| 35   | Robert Heinlein                  | Het pad van roem                                 | Glory Road                                        | 1963      |
| 36   | Thomas M. Disch                  | Kamp concentratie                                | Camp Concentration                                | 1968      |
| 38   | Leonard Daventry                 | Een man die dubbel deed                          | A Man of Double Deed                              | 1965      |
| 39   | Larry Niven                      | Neutronster                                      | Neutron Star                                      | 1966      |
| 41   | Jack Vance                       | De Dirdir                                        | The Dirdir                                        | -         |
| 42   | Frank Herbert                    | De blik van Heisenberg                           |                                                   | 1969      |
| 1971 |                                  |                                                  |                                                   |           |
| 43   | Ursula Le Guin                   | Duisters linkerhand                              | The Left Hand of Darkness                         | 1969      |
| 44   | Jack Vance                       | Het eeuwige leven                                | To Live Forever                                   | 1956      |
| 45   | Hal Clement                      | Een zaak van gewicht                             | Mission of Gravity                                | 1954      |
| 46   | Eric Frank Russell               | Mensen, martianen, machines                      |                                                   | 1971      |
| 47   | Robert Heinlein                  | De maan in opstand                               | The Moon is a Harsh Mistress                      | 1966      |
| 48   | Jack Vance                       | De Pnume                                         | The Pnume                                         | 1970      |
| 49   | Philip K. Dick                   | Uur der waarheid                                 | The Penultimate Truth                             | 1964      |
| 1972 |                                  |                                                  |                                                   |           |
| 50   | R.A. Lafferty                    | 900 grootmoeders                                 | Nine Hundred Grandmothers (Nouă sute de bunici)   | 1970      |
| 51   | A.E. van Vogt                    | Tijd van leven                                   | Quest for the Future                              | 1970      |
| 54   | Thomas M. Disch                  | Het schimmenrijk                                 | Echo Round His Bones                              | 1967      |
| 55   | Harry Harrison                   | Doodstrijd op Voorspoed                          | Deathworld 3                                      | 1968      |
| 1973 |                                  |                                                  |                                                   |           |
| 56   | A.E. van Vogt                    | De arsenalen van Isher                           | The Weapon Shops of Isher                         | 1951      |
| 57   | A.E. van Vogt                    | De wapensmeden                                   | The Weaponmakers                                  | 1952      |
| 58   | Jack Vance                       | Telek                                            | Telek                                             | 1970      |
| 59   | Robert Heinlein                  | Zwerftocht tussen de sterren                     | Citizens of the Galaxy                            | 1957      |
| 60   | Jack Vance                       | Het paleis van de liefde                         | The Palace of Love                                | 1966      |
| 61   | J.G. Ballard                     | De wachtvelden                                   |                                                   | 1973      |
| 62   | Philip José Farmer               | Het verboden rijk                                | The Alley God                                     | 1973      |
| 64   | Jack Vance                       | Emphyrio                                         | Emphyrio⁠(d)                                       | 1964      |
| 65   | Theodore Sturgeon                | Xanadu⁠(d)                                        | The Skills of Xanadu                              | 1971      |
| 67   | Jack Vance                       | Tschai, de waanzinnige planeet                   | Tschai⁠(d)                                         | 1970      |
| 1974 |                                  |                                                  |                                                   |           |
| 70   | Frank Herbert                    | Duin                                             | Dune                                              | 1965      |
| 71   | Philip K. Dick                   | De spelers van Titan                             | The Game-Players of Titan                         | 1963      |
| 79   | Philip K. Dick                   | Martiaanse tijdverschuiving                      | Martian Time-Slip                                 | 1964      |
| 80   | Jack Vance                       | De ogen van de overwereld                        | The Eyes of the Overworld                         | 1966      |
| 1975 |                                  |                                                  |                                                   |           |
| 84   | Jack Vance                       | De drakenruiters - Grote planeet - Talen van Pao | The Dragonmasters                                 | 1968      |
| 86   | Frank Herbert                    | Duin Messias                                     | Dune Messiah                                      | 1969      |
| 94   | Philip K. Dick                   | Ubik                                             | Ubik                                              | 1969      |
| 1976 |                                  |                                                  |                                                   |           |
| 100  | Jack Vance                       | Durdane                                          | Durdane⁠(d)                                        | 1973      |
| 101  | A.E. van Vogt                    | De heelalmakers De reis van de Space Beagle      | The Universe Maker The Voyage of the Space Beagle | 1953 1950 |
| 106  | Philip K. Dick                   | Wacht nu op vorig Jaar                           | Now Wait for Last Year                            | 1970      |
| 1977 |                                  |                                                  |                                                   |           |
| 115  | A.E. van Vogt                    | Slan                                             | Slan                                              | 1940      |
| 116  | Frank Herbert                    | Kinderen van Duin                                | Children of Dune⁠(d)                               | 1976      |
| 117  | Theodore Sturgeon                | Meer dan menselijk                               | More Than Human                                   | 1953      |
| 118  | Philip K. Dick                   | Onze vrienden van Frolix-8                       | Our Friends from Frolix-8                         | 1970      |
| 127  | Jack Vance                       | Maske: Thaery                                    | Maske: Thaery                                     | 1976      |
| 147  | Ansen Dibell                     | De laatste koning                                | Pursuit of the Screamer                           | 1978      |
| 1979 |                                  |                                                  |                                                   |           |
| 144  | R.A. Lafferty                    | Dagen van gras, dagen van stro                   | Ringing Changes                                   | 1970      |
| 146  | Jack Vance                       | Wyst: Alastor 1716                               | Wyst: Alastor 1716⁠(d)                             | 1978      |
| 149  | Jack Vance                       | Lens Larque                                      | The Face⁠(d)                                       | 1979      |
| 150  | Philip K. Dick                   | Dromen Androïden van electrische schapen?        | Do Androids Dream of Electric Sheep?              | 1968      |
| 1980 |                                  |                                                  |                                                   |           |
| 157  | Wim Gijsen                       | De eersten van Rissan                            |                                                   | 1980      |
| 158  | Phyllis Eisenstein               | Alaric                                           |                                                   | 1979      |
| 161  | Tanith Lee                       | Heerser van de nacht                             | Night's Master⁠(d)                                 | 1978      |
| 1981 |                                  |                                                  |                                                   |           |
| 162  | Ansen Dibell                     | Ashai Rey                                        | Circle, Crescent, Star                            | 1981      |
| 164  | Wim Gijsen                       | De koningen van weleer                           |                                                   | 1981      |
| 167  | Jack Vance                       | Het boek der dromen                              | The Book of Dreams                                | 1981      |
| 168  | Tanith Lee                       | Meester van de Dood                              | Death's Master⁠(d)                                 | 1979      |
| 172  | Jack Vance                       | Trullion: Alastor 2262                           | Trullion: Alastor 2262⁠(d)                         | 1973      |
| 176  | Ansen Dibell                     | Zomermarkt                                       | Summerfair                                        | 1982      |
| 1982 |                                  |                                                  |                                                   |           |
| 177  | Terry Pratchett                  | Delven/De donkere kant van de zon                | Strata/The Dark Side of the Sun                   | 1976      |
| 178  | Tanith Lee                       | Meester van de waan                              | Delusion's Master⁠(d)                              | 1981      |
| 179  | Frank Herbert                    | God-Keizer van Duin                              | God Emperor of Dune                               | 1981      |
| 180  | Wim Gijsen                       | Iskander de dromendief                           |                                                   | 1982      |
| 182  | Jack Vance                       | Marune: Alastor 933                              | Marune: Alastor 933⁠(d)                            | 1975      |
| 1983 |                                  |                                                  |                                                   |           |
| 183  | Ad Visser                        | Sobriëtas                                        |                                                   | 1983      |
| 185  | A.E. van Vogt                    | Strijd om de eeuwigheid                          | The Battle of Forever                             | 1974      |
| 186  | Wim Gijsen                       | Het huis van de wolf                             |                                                   | 1983      |
| 189  | Isaac Asimov                     | Het einde van Eeuwigheid                         | The End of Eternity                               | 1955      |
| 191  | Clark Ashton Smith               | Zothique en andere verloren werelden             | Zothique⁠(d)                                       | 1983      |
| 192  | Ansen Dibell                     | Stormvloedgrens                                  | Tidestorm Limit                                   | 1982      |
| 194  | Jack Vance                       | Spelevaren op grote planeet                      | Showboat World⁠(d)                                 | 1975      |
| 1984 |                                  |                                                  |                                                   |           |
| 196  | A.E. van Vogt                    | Nul-A 3                                          | Nul-A III                                         | 1984      |
| 198  | Jack Vance                       | Magnus Ridolph                                   | The Many Worlds of Magnus Ridolph                 | 1966      |
| 199  | Jack Vance                       | De tuin van Suldrun                              | Suldrun's Garden                                  | 1984      |
| 201  | Jack Vance                       | Cugel gewroken                                   | Cugel's Saga⁠(d)                                   | 1983      |
| 202  | Jack Vance                       | De talen van Pao                                 | The Languages of Pao⁠(d)                           | 1957      |
| 203  | Isaac Asimov                     | De robots van de dageraad                        | The Robots of Dawn                                | 1983      |
| 204  | Frank Herbert                    | Ketters van Duin                                 | Heretics of Dune                                  | 1984      |
| 1985 |                                  |                                                  |                                                   |           |
| 208  | Tanith Lee                       | Het geboortegraf                                 | The Birthgrave                                    | 1977      |
| 209  | Ansen Dibell                     | Gift van de Shai                                 | The Sun of Return                                 | 1985      |
| 210  | Jack Vance                       | Grote planeet                                    | Big Planet                                        | 1952      |
| 211  | Tanith Lee                       | Vrouwe der ijlingen                              | Delirium's Mistress⁠(d)                            | 1985      |
| 212  | Jack Vance                       | De groene parel                                  | The Green Pearl                                   | 1985      |
| 213  | Isaac Asimov                     | Robots en Imperium                               | Robots and Empire                                 | 1985      |
| 214  | Vernor Vinge                     | De vredesoorlog                                  | The Peace War                                     | 1984      |
| 215  | Wim Gijsen                       | Keerkringen                                      |                                                   |           |
| 216  | Jack Vance                       | Rhialto de schitterende                          | Rhialto the Marvellous                            | 1985      |
| 217  | Larry Niven                      | De integraalbomen                                | The Integral Trees                                | 1983      |
| 218  | Kevin O'Donnell Jr.              | ORA:KEL                                          | ORA:CLE                                           | 1983      |
| 219  | Isaac Asimov                     | De robotmoorden                                  |                                                   |           |
| 220  | Wim Gijsen                       | Bidahinne                                        |                                                   |           |
| 1986 |                                  |                                                  |                                                   |           |
| 221  | Frank Herbert                    | Duin Kapittel                                    | Chapterhouse: Dune                                | 1985      |
| 223  | Tanith Lee                       | Stormgebieder                                    | The Storm Lord                                    | 1977      |
| 224  | Tanith Lee                       | Anackire                                         | Anackire⁠(d)                                       | 1983      |
| 225  | Tanith Lee                       | Schaduwvuur                                      | Vazkor, Son of Vazkor                             | 1978      |
| 226  | Tanith Lee                       | De Witte Heks                                    | Quest for the White Witch                         | 1978      |
| 228  | Jack Vance                       | De Duivelsprinsen                                | The Demon Princes                                 | 1981      |
| 1987 |                                  |                                                  |                                                   |           |
| 232  | Wim Gijsen                       | Rissan                                           |                                                   | 1987      |
| 237  | Tanith Lee                       | Prinses van de nacht                             | Night's Sorceries⁠(d)                              | 1987      |
| 240  | Isaac Asimov                     | Zelfs de Goden                                   | The Gods Themselves                               | 1972      |
| 241  | Jack Vance                       | Het laatste kasteel                              | The Last Castle                                   | 1966      |
| 243  | Peter Schaap                     | De schrijvenaar van Thyll                        |                                                   | 1987      |
| 1988 |                                  |                                                  |                                                   |           |
| 250  | Tanith Lee                       | Het witte serpent                                | The White Serpent                                 | 1988      |
| 251  | Orson Scott Card                 | Spreker voor de doden                            | Speaker for the Dead                              | 1986      |
| 254  | Ursula Le Guin                   | De Ontheemde                                     | The Dispossessed                                  | 1974      |
| 255  | Jack Vance                       | Madouc                                           | Madouc⁠(d)                                         | 1990      |
| 261  | Orson Scott Card                 | Ender wint                                       | Ender's Game                                      | 1985      |
| 243  | Peter Schaap                     | Ondeeds de loutere                               |                                                   | 1988      |
| 1989 |                                  |                                                  |                                                   |           |
| 270  | Tanith Lee                       | Cyrion en andere magistrale verhalen             | Cyrion                                            | 1985      |
| 271  | William Gibson                   | Zenumagiër                                       | Neuromancer                                       | 1984      |
| 272  | Jack Vance                       | De wonderlijke reis van de Phoebus               | Space Opera                                       | 1965      |
| 273  | Larry Niven                      | Ringwereld                                       | Ringworld                                         | 1970      |
| 274  | Tanith Lee                       | Het Jang fenomeen                                | Biting the Sun                                    | 1976      |
| 275  | Peter Schaap                     | De wolver                                        |                                                   | 1989      |
| 1990 |                                  |                                                  |                                                   |           |
| 276  | William Gibson                   | Biochips                                         | Count Zero                                        | 1986      |
| 283  | Isaac Asimov                     | Nemesis                                          | Nemesis                                           | 1989      |
| 287  | Jack Vance                       | Alastor                                          | Alastor                                           | 1978      |
| 1991 |                                  |                                                  |                                                   |           |
| 292  | William Gibson                   | Mona Lisa overdrive                              | Mona Lisa Overdrive                               | 1988      |
| 295  | Tanith Lee                       | Het bloed van rozen                              | The Blood of Roses⁠(d)                             | 1990      |
| 296  | William Gibson                   | Technopunk SF                                    | Burning Chrome                                    | 1986      |
| 298  | Orson Scott Card                 | Xenocide                                         | Xenocide                                          | 1990      |
| 1992 |                                  |                                                  |                                                   |           |
| 301  | Robert Heinlein                  | Vreemdeling in een vreemd land                   | Stranger in a Strange Land                        | 1961      |
| 1993 |                                  |                                                  |                                                   |           |
| 315  | Tanith Lee                       | Ara                                              | A Heroine of the World                            | 1990      |
| 1995 |                                  |                                                  |                                                   |           |
| 331  | Tanith Lee                       | Vrouwe van het duister                           | Vivia                                             | 1995      |
| 1996 |                                  |                                                  |                                                   |           |
| 335  | Jack Vance                       | Nachtlamp                                        | Nightlamp                                         | 1996      |
| 341  | Robert Heinlein                  | Starship Troopers: Troepen voor de sterren       | Starship Troopers                                 | 1959      |
| 343  | William Gibson                   | Idoru                                            | Idoru                                             | 1996      |